# IC 3183
IC 3183 је појединачна звијезда у сазвјежђу Дјевица која се налази на листи објеката дубоког неба у Индекс каталогу.
Деклинација објекта је + 6° 41' 11" а ректасцензија 12h 20m 48,9s.